# سطح مسطر

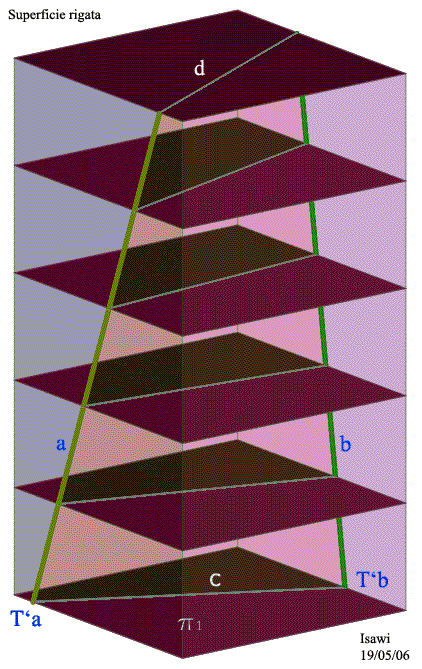
السطح المسطر

في الهندسة الوصفية، نعتبر أن سطحا ما سطحا مسطرا (Ruled Surface) إذا تمكنا من رسم خط مستقيم في كل نقطة من هذا السطح بحيث يقع بأكمله على نفس السطح. أشهر الأمثلة على السطوح المسطرة هو السطح المستوي وسطح المخروط (بما في ذلك الأسطوانة كحالة خاصة من المخروط). وهذه الحالة الأخيرة تعد حالة خاصة من السطوح الثنائية (والتي تشمل أيضا السطح المكافئ الزائدي والسطح الزائد ذو الطية الواحدة والسطح المخروطي ذو الدليل الناقصي). ومن الأمثلة الأخرى على ذلك المخروطاني واللولباني.
نطلق على سطح ما بأنه سطح مزدوج التسطر إذا استطعنا أن نرسم من كل نقطة على السطح مستقيمين يقعان بأكملهما على نفس السطح. المستوى والسطح المكافئ الزائدي والسطح الزائد هم السطوح الثنائية الوحيدة التي تدخل ضمن هذا النوع من الاسطح مزدوجة التسطر.
سطح قابل للفرد (أوالبسط) -السطح الذي يمكن بسطه إلى مستوى بدون انكماش أو تمدد- إن تم بسطه فإنه يعتبر سطحا مسطرا، والعكس غير صحيح.

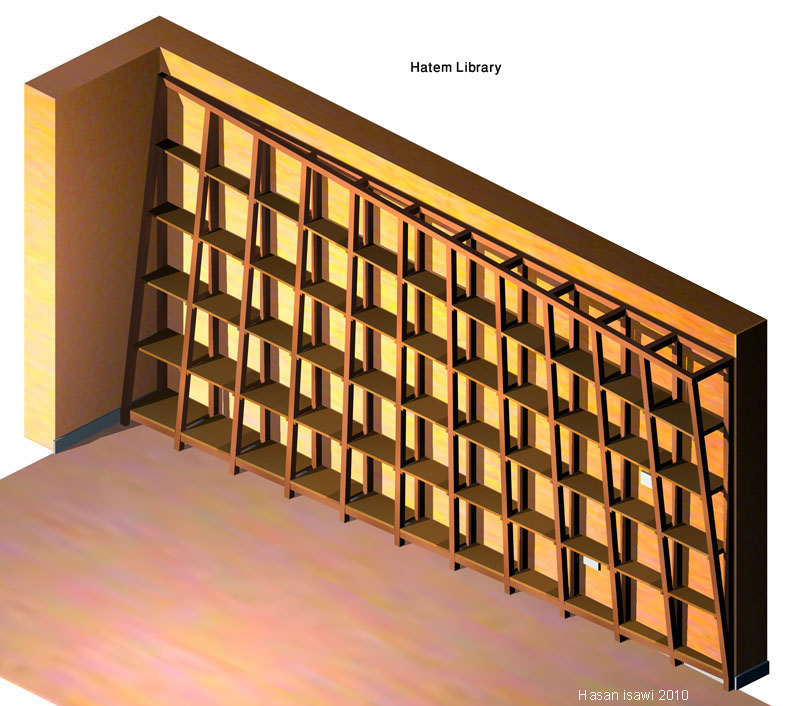
هندسة وصفية ، تطبيق مفهوم السطح المسطر لتصميم مكتبة

يُشكل السطح المسطر سطحًا منحنيًا ، بالرغم من أن جميع رواسمه مستقيمة. ومثال على ذلك السطح المكافئ الزائدي (paraboloid hyperbolic) الذي يتشكل من حركة خط يدعى راسم (generatrix ) على طول خطين متخالفين، وكل منهما يسمى دليل (directrix )، وعند قطع السطح بمستوى رأسي يمكننا الحصول على قطع مكافئ ، أما عند قطعه بمستوى أفقي فيمكننا الحصول على قطع زائد.

## معرض

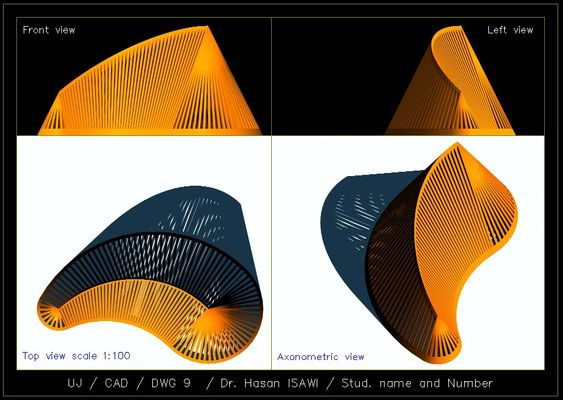
سطح مسطر ناتج عن توصيلات مماسية لاثنين من المخاريط الدائرية القائمة
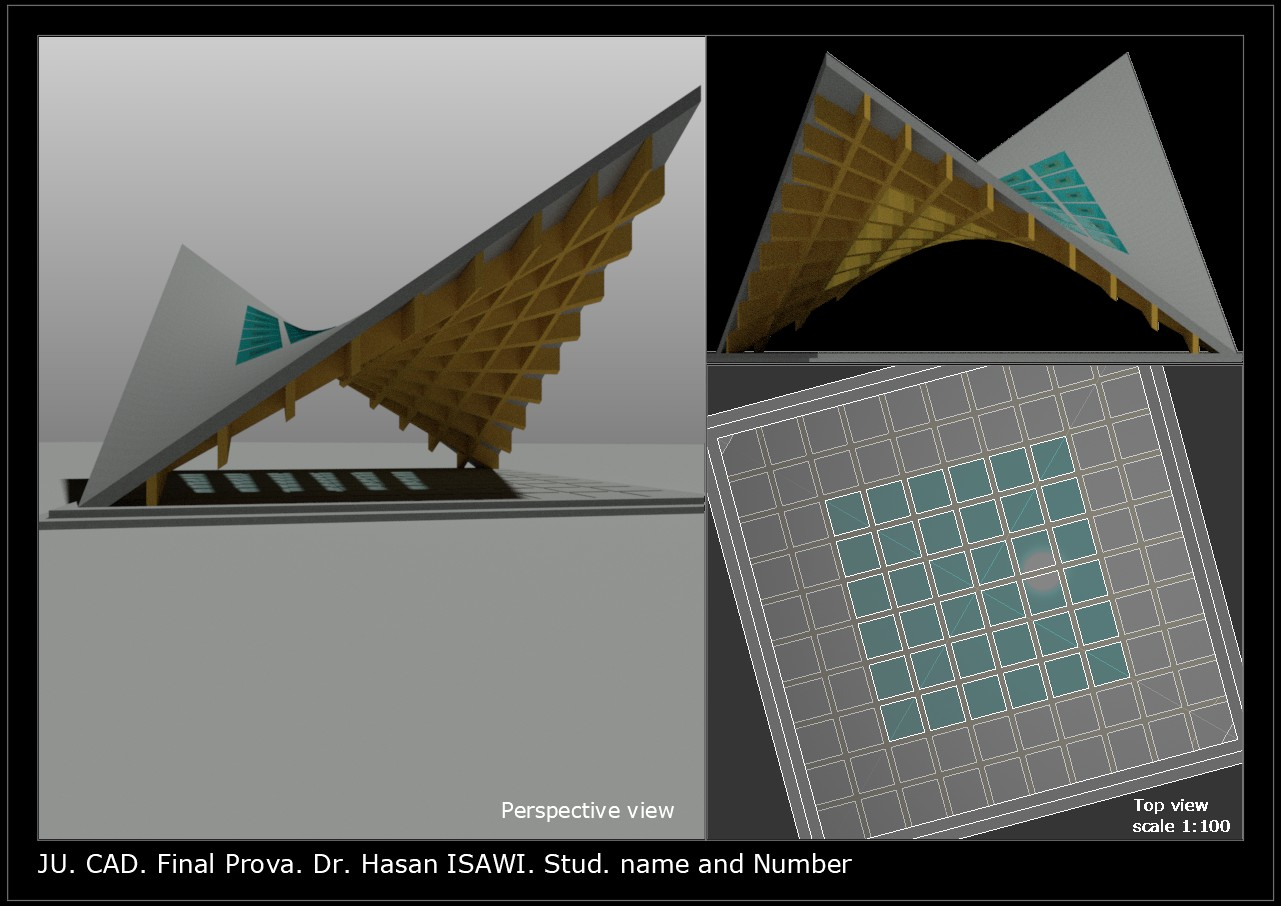
السطح المكافئ الزائدي (paraboloid hyperbolic)
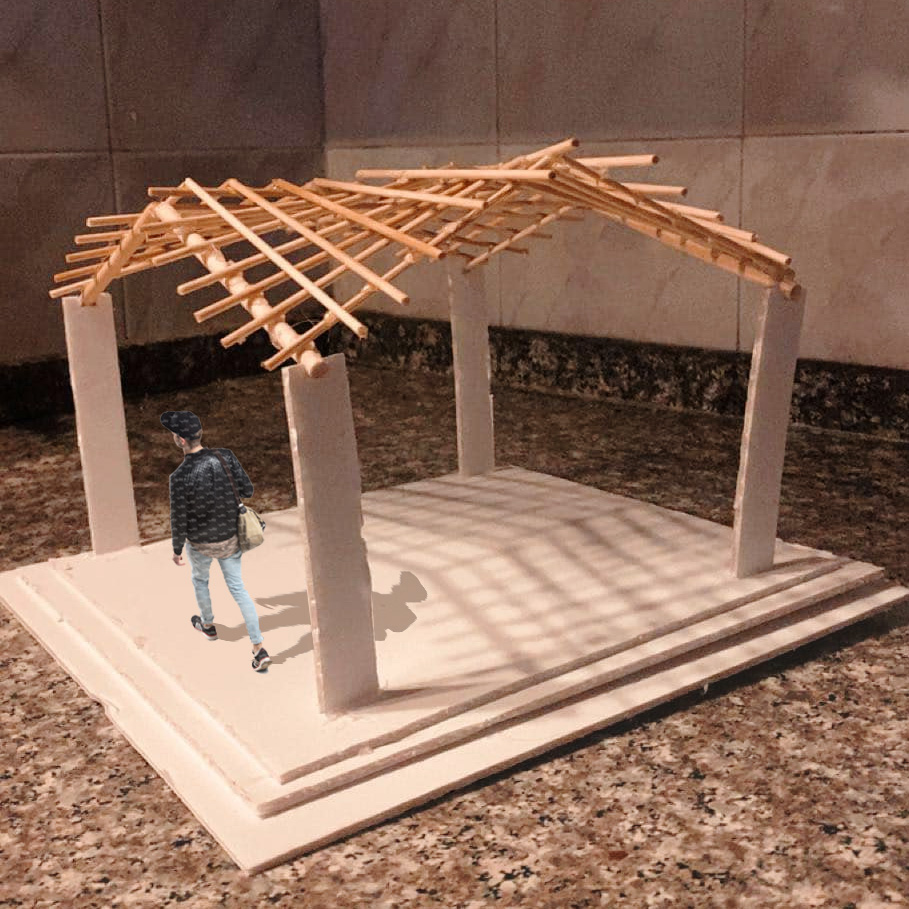
مجسم لسقف مكافئ زائدي
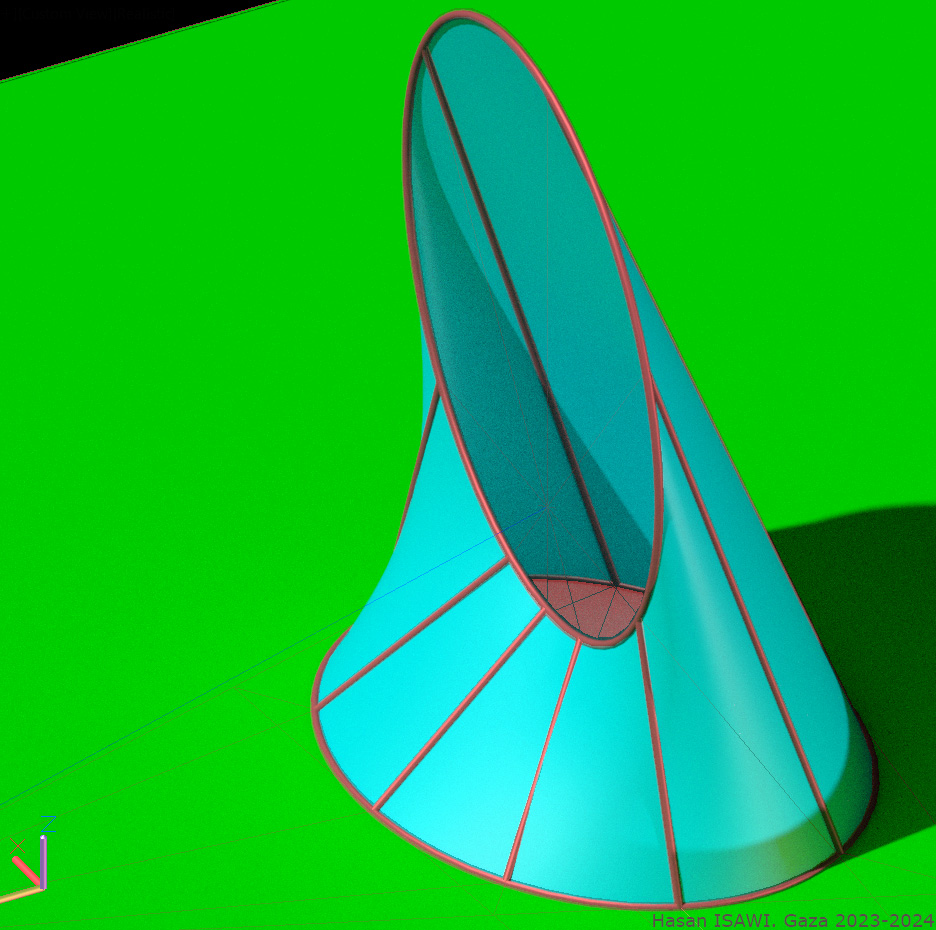
سطح مسطر باثنين من الدوال المخروطية التي تم وضعهما في الفراغ  بطريقة اعتباطية

## مراجع

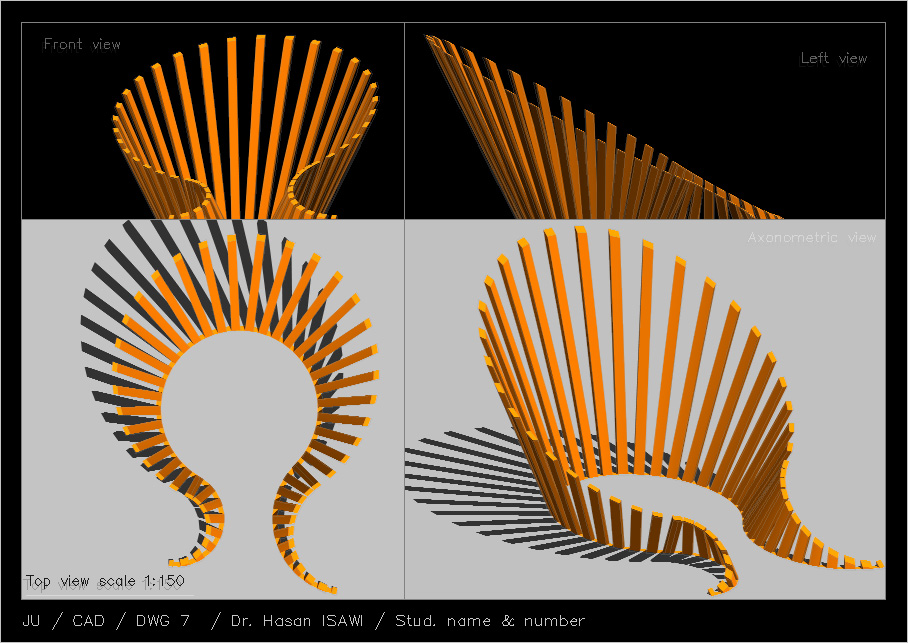
نمذجة سطح مسطر ابتداء من المماس بين ثلاثة مخاريط